# Гост от морето
„Гост от морето“ е българска телевизионна новела (драма) от 2002 година на режисьорите Пламен Масларов и Мария Арангелова, по сценарий на Пламен Масларов. Оператор е Мирчо Борисов, а музиката е на Иван Димитров и Михаил Шишков. По едниоменния разказ на Матвей Вълев.
Екранизации по разкази на български писатели от поредицата „Слово за ползата от четенето“.

## Сюжет
Том – български моряк на испански кораб, мечтае за своето завръщане у дома. В представите си той се връща в родното си село. Посреща го Боянка – бременната жена на брат му Харитон. По-късно разговаря с брат си за бъдещето. Отива в кръчмата и се хвали на всички съселяни с красивата си любима Фрединя от Лисабон, която го очаква. Представите му се сблъскват с мизерията и очуждението. Съндъчето, което Том носи неотлъчна със себе си е отворено от Боянка. В него вместо пари тя открива табакера, бинокъл и фотография на любимата. Разочарован Том си тръгва с тъга в сърцето.

## Актьорски състав
| Роля        | Изпълнител     |
| ----------- | -------------- |
| морякът Том | Николай Урумов |
| Боянка      | Жанет Йовчева  |
| Харитон     | Чавдар Живков  |